# Пулатов, Нияз Сергеевич
Ния́з Сергее́вич Пула́тов (узб. Niyoz Sergeyevich Poʻlatov / Ниёз Сергеевич Пўлатов; 21 сентября 1998 года, Узбекистан) — узбекистанский тхэквондист. Серебряный призёр чемпионата мира 2022 года, серебряный призёр Азиатских игр 2018 года, чемпион Исламских игр солидарности 2017 года, бронзовый призёр Азиатских игр по боевым искусствам и состязаниям в помещениях 2017 года, и бронзовый призёр Чемпионата Азии 2018. Также победитель и призёр ряда национальных турниров.